# نوط الإنقاذ 1954
نوط الإنقاذ هو من الاوسمة العسكرية العراقية. صدر هذا النوط بعد فيضان دجلة الكبير في العراق ودور الجيش العراقي في إنقاذ أهالي بغداد بصورة عامة بعد الفيضان الذي اجتاح العراق عام 1954.

## وصف النوط
يكون النوط على شكل دائرة وفي الواجهة صورة لرجل أو جندي ينقذ امرأة. أما من الخلف فهناك كتابة باللغة العربية وعبارة نوط الإنقاذ 1954.